# Sjachrisabz

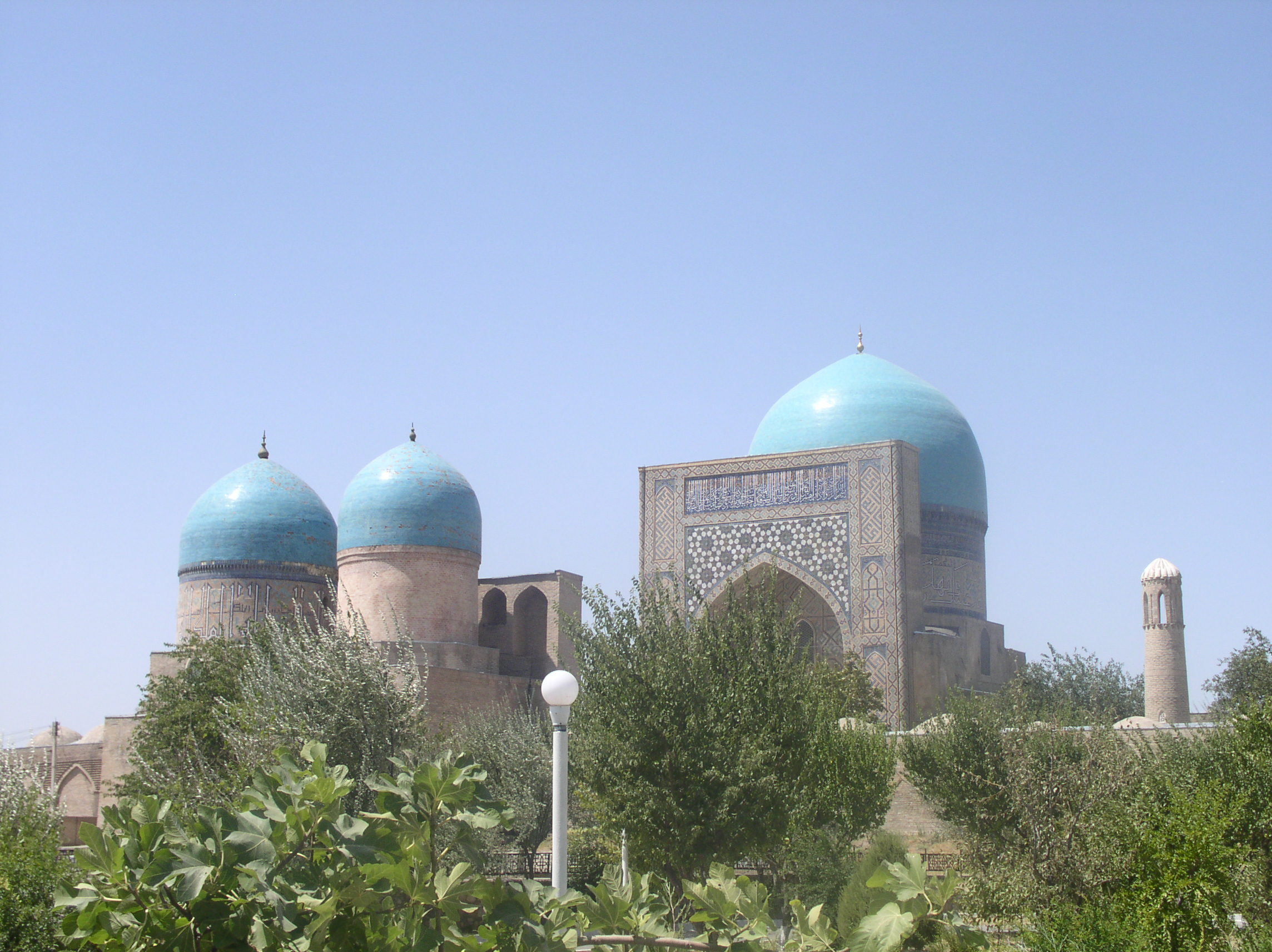
Kok-Gumbaz-moskén i Sjachrisabz, Uzbekistan.

Sjachrisabz (även Shahr-e Sabz med flera stavningsvarianter; från persiska شهرسبز med betydelsen "gröna staden"; äldre Kish eller Kesh; under antiken Nautaca) är en stad i Uzbekistan, belägen omkring 80 kilometer söder om Samarkand. Den är mest känd som Timur Lenks födelseort och hyser bland annat dennes sommarpalats. Den gamla stadskärnan är sedan år 2000 av Unesco klassad som världsarv.